# Júlíana Sveinsdóttir
Júlíana Sveinsdóttir (Vestmannaeyjar, 31 luglio 1889 – 17 aprile 1966) è stata un'artista islandese.
Dopo gli studi presso il  noto artista islandese Þórarinn Benedikt Þorláksson, Júlíana si stabilì in Danimarca, tornando in Islanda in estate. Questi viaggi ispirarono i suoi dipinti di paesaggi, uno dei quali le valse la Medaglia Eckersberg nel 1947.
Pur essendo conosciuta soprattutto come pittrice, Júlíana Sveinsdóttir fu anche un'importante artista tessile, realizzando tra l'altro un tappeto destinato alla sala della Corte Suprema di Copenaghen.

## Biografia
All'età di vent'anni aveva già ricevuto lezioni da Þórarinn B. Þorláksson uno degli artisti islandesi più celebri del XX secolo. Successivamente si trasferì in Danimarca per studiare in diverse scuole private di disegno, fino ad essere ammessa all'Accademia delle belle arti di Copenaghen. 
Ad eccezione di un breve periodo alla fine degli anni Venti, Júlíana visse in Danimarca per il resto della sua vita, pur contemplando sempre l'idea di tornare definitivamente in Islanda, cosa che però non fece mai. Tuttavia, trascorse ogni estate nel suo paese natale, e i paesaggi islandesi rimasero il soggetto principale della sua pittura.
Il riconoscimento del lavoro di Júlíana e la sua graduale affermazione come artista coincisero con il lento processo di accettazione delle donne nella comunità artistica europea. Fu uno dei primi membri, anche se non una fondatrice, della Società delle Artiste Danesi (KKS), di cui fece parte dal 1935 al 1949, partecipando alle sue esposizioni. Gli obiettivi della KKS includevano l'aumento della rappresentanza femminile negli organi decisionali, il miglioramento dell'accesso ai finanziamenti per le donne e la creazione di una rete sociale e professionale per le artiste, tutti aspetti dai quali Júlíana trasse beneficio.
Dal 1941 al 1949 fu nel consiglio del Kunsthal Charlottenborg e, nel 1955, fu eletta nel consiglio dell'Accademia delle belle arti di Copenaghen: fino alla fondazione della KKS, nessuna donna aveva mai fatto parte di questi organi. 
I crateri di Mercurio sono dedicati ad artisti: dopo il primo sorvolo del pianeta da parte della sonda MESSENGER della NASA, uno dei nuovi crateri scoperti fu intitolato a Júlíana Sveinsdóttir.